# Geroa Bai
Geroa Bai (GBai; «Sí al futuro» en euskera) es una coalición electoral española de ámbito navarro compuesta por los partidos Geroa Socialverdes, Partido Nacionalista Vasco y Atarrabia Taldea. Propugna una ideología nacionalista vasca ubicada en el centroizquierda del espectro político.
Fue creada inicialmente para concurrir a las elecciones generales de España de 2011 tras la negativa de Eusko Alkartasuna, Batzarre y Aralar de reeditar la coalición Nafarroa Bai junto al PNV en Navarra. Además, concurre a las elecciones al Parlamento de Navarra desde 2015.
Su líder Uxue Barkos fue presidenta del Gobierno de Navarra entre 2015 y 2019.

## Historia

### Antecedentes
En 2004 se creó la coalición Nafarroa Bai (NaBai), formada por los partidos Aralar, Partido Nacionalista Vasco (PNV), Eusko Alkartasuna (EA) y Batzarre, junto con otros miembros independientes, que se presentó a todas las citas electorales hasta 2011. 
Para la conformación de las nuevas candidaturas para las elecciones al Parlamento de Navarra de 2011, los grupos integrantes de NaBai intentaron acordar una actualización de la coalición. A finales de abril de 2010, Aralar y EA llegaron a un primer acuerdo en el que se fijaba la proporcionalidad para cada grupo, que debería regir en las decisiones de NaBai. En septiembre, Aralar y PNV firmaron otro acuerdo de compromiso con la coalición que, a su vez, modificaba el reparto interno de poder. Estos acuerdos fueron criticados tanto por Batzarre, que consideraba que se priorizaba el carácter nacionalista de la formación, como por el grupo de independientes encabezado por Uxue Barkos, que se sentían "marginados" en el proceso de negociaciones; lo que finalmente propició que Batzarre abandonara NaBai y aceptara la oferta de Izquierda Unida de Navarra para conformar la nueva coalición Izquierda-Ezkerra.
Tras el ofrecimiento realizado en enero de 2011 por la izquierda abertzale para llegar a un acuerdo electoral con NaBai; Aralar, PNV y los independientes firmaron un nuevo acuerdo en el que rechazaban su incorporación y además le exigían a EA que rompiera sus compromisos con este sector político si deseaba seguir en la coalición, lo que fue rechazado por EA que consideraba compatibles ambas opciones. Esta nueva situación, que fue interpretada como una ruptura de NaBai, propició que el 13 de febrero fueran presentadas las listas electorales al Parlamento de Navarra y al Ayuntamiento de Pamplona sin que las integrara ningún miembro de EA, por lo que este partido se consideró expulsado de facto de la coalición.
Posteriormente EA anunció que presentaría su oferta electoral al margen de NaBai en una nueva coalición con la plataforma ciudadana Herritarron Garaia ('La hora de los ciudadanos'), barajando la posibilidad de concurrir junto con Alternatiba —escisión de Ezker Batua-Berdeak— y Sortu —nuevo partido de la izquierda abertzale— en el caso de que este último finalmente fuera legalizado. Esta nueva coalición finalmente se concretó en Bildu.
Por su parte, la Junta Electoral de Navarra desestimó la impugnación de EA y Batzarre contra el uso de la siglas NaBai por parte de sus antiguos socios de coalición, con lo que finalmente la nueva coalición conformada por Aralar, PNV e independientes se presentó a las elecciones con la marca NaBai-2011, que obtuvo ocho parlamentarios: cinco de Aralar, uno del PNV y dos independientes.

### Constitución
Tras el adelanto electoral de las elecciones generales de 2011, Aralar propuso a los demás miembros de Nafarroa Bai presentarse junto con Bildu, lo cual fue rechazado tanto por el PNV como por el grupo de independientes. Ante esta situación, Aralar acordó concurrir con las fuerzas integrantes de Bildu en la nueva coalición Amaiur.
El 1 de septiembre de 2011 se creó la asociación Zabaltzen, a partir de los independientes de Nafarroa Bai desde su fundación, como forma de impulsar la continuidad de Nafarroa Bai tras el abandono de EA y de Batzarre, y ante el acuerdo tomado por Aralar.
El 19 de septiembre se anunció la incorporación del partido villavés Atarrabia Taldea —partido que ya ha había concurrido en otras citas electorales en coalición con Nafarroa Bai— para poder seguir presentándose como coalición de acuerdo a la legislación electoral; también se hizo público que su cabeza de lista volvería a ser Uxue Barkos. Sin embargo, Aralar, propietaria legal de la marca Nafarroa Bai, impidió a los demás integrantes seguir usándola, por lo que en las elecciones generales se presentaron con el nombre de Geroa Bai, diferenciándose así de la coalición presente en las corporaciones municipales y en el Parlamento de Navarra.
El 20 de noviembre de 2011 se celebraron las elecciones generales en España. Geroa Bai logró en Navarra 42.415 votos, un 12,84 %, obteniendo un escaño en el Congreso de los Diputados que pasó a ocupar Uxue Barkos.

### Consolidación
En junio de 2012 Geroa Bai presentó sus «bases organizativas», definiéndolas como un punto de encuentro entre «abertzales, vasquistas y progresistas», de cara a su consolidación como apuesta electoral en las elecciones navarras, manteniendo para ello la fórmula de una coalición entre el PNV y Atarrabia Taldea con el apoyo de Zabaltzen. Si bien los cargos y la capacidad decisoria se repartirán entre Zabaltzen y el PNV al 50%, quedando Atarrabia Taldea vinculado a la coalición como órgano consultor en su condición de miembro fundador, y posibilitando también la participación de independientes no adscritos a ninguna de estas organizaciones.
En septiembre de 2012 los concejales afines a Geroa Bai del Ayuntamiento de Pamplona apartaron a los de Aralar del grupo de Nafarroa Bai, aduciendo su acercamiento a Bildu. Esto provocó que en octubre del mismo año los parlamentarios Manu Ayerdi y Patxi Leuza, miembros de Geroa Bai por el PNV y Zabaltzen respectivamente, fueron expulsados del grupo parlamentario de Nafarroa Bai, pasando a formar parte del grupo mixto del Parlamento de Navarra.
Tras las elecciones al Parlamento de Navarra del 24 de mayo de 2015, Uxue Barkos se convirtió en la primera presidenta nacionalista de la historia de Navarra gracias al apoyo de los parlamentarios de Geroa Bai (9), EH Bildu (8), Podemos (7) e Izquierda-Ezkerra (2), la abstención del PSN-PSOE (7) y el voto en contra de UPN (15) y del PP (2), con lo que consiguió la mayoría absoluta y requerida (26/50) para ser investida presidenta del Gobierno de Navarra.
En las elecciones del 20 de diciembre de 2015 se presentó al Senado en una coalición junto con Podemos, EH Bildu e Izquierda-Ezkerra, denominada Cambio-Aldaketa, tras reunir 8300 firmas en noviembre de 2015. Esa coalición quedó cuarta en la circunscripción en número de votos resultando electa una senadora de Geroa Bai que posteriormente se incorporó al grupo mixto.
En las elecciones al parlamento de Navarra en mayo de 2019 obtuvo 60 323 votos y nueve escaños. En septiembre de 2020 varios militantes de Geroa Bai fundaron el nuevo partido Geroa Socialverdes que quedó integrado en la coalición.
El 5 de junio de 2023 se constituyó de nuevo ante la Junta Electoral Provincial de Navarra para concurrir a las elecciones generales de España de 2023 por la circunscripción electoral de Navarra, con los partidos Geroa Socialverdes, Partido Nacionalista Vasco y Atarrabia Taldea.

## Resultados electorales

### Elecciones al Parlamento de Navarra
|  | 15,83 % |

|  | 17,32 % |

|  | 13,29 % |

a Respecto a Nafarroa Bai, en la que también estaba Aralar.

### Elecciones al Congreso de los Diputados
|  | 12,81 % |

|  | 8,67 % |

|  | 4,28 % |

|  | 6,08 % |

|  | 3,79 % |

|  | 2,9 % |